# Pollen
I Pollen sono stati un gruppo musicale statunitense formatosi nel 1993 a Pittsburgh, Pennsylvania, e scioltosi nel 2001.

## Formazione
- Dan Hargest - voce
- Kevin Scanlon - chitarra solista
- Mike Bennett - chitarra ritmica
- Chris Serafini - basso
- Bob Hoag - batteria

## Discografia

### Album in studio
- 1994 - Bluette (Grass Records)
- 1995 - Crescent (Grass Records)
- 1997 - Peach Tree (Wind-up Records)
- 1999 - Chip (Fueled by Ramen)

### EP
- 1999 - Chip Jr. (Fueled by Ramen)

### Split
- 1999 - A Split Recording (con i Co-ed) (Cool Guy Records)
- 2000 - inisplitep (con gli Husking Bee) (Ini Records)